# Yugake
Die Yugake (jap. 弓懸[け], 弽 oder 韘; heute oft in Kana ゆがけ) sind Schutzhandschuhe für das Schießen mit dem japanischen Bogen (Yumi). Es gibt sie in verschiedenen Ausführungen aus Leder oder Stoff. Sie sind Teil der Kote.

## Beschreibung
Die Yugake bestehen aus hellem oder dunklem Leder, oder Stoffen. Sie sind dazu gedacht beim Schießen (Kyūdō) mit dem japanischen Bogen (Yumi) die Sehne zu greifen und den Bogen zu spannen, oder sie werden als Handschuhe zur Rüstung (Yoroi) getragen. Es gibt drei Versionen:
Drei FingerIm Gegensatz zu den historischen europäischen Handschuhen zum Bogenschießen haben die Yugake meist nur drei Finger. Daumen, Zeige- und Mittelfinger sind durch Leder geschützt. Beim Kyūdō werden mit den verbleibenden Fingern Ersatzpfeile gehalten. Die Innenhand ist offen. Die Stulpen sind nicht geschlossen gearbeitet, sondern werden um den Unterarm gewickelt und mit einem Lederband gebunden. Das Leder des Daumens besitzt die doppelte Dicke als das der anderen Finger, was durch die Spanntechnik begründet ist. Diese Form hat sich seit Jahrhunderten nicht geändert und wird bis zum heutigen Tage im japanischen Bogensport benutzt.
Fünf FingerDiese Version der Yugake ist mit fünf Fingern ausgestattet und hat, wie auch die europäischen Bogenhandschuhe eine geschlossene, lange Stulpe. im Unterschied zu den dreifingrigen Yugake sind sie meist aus dunklerem Leder oder aber auch aus Stoffen hergestellt.
Linker HandschuhEs gibt eine dritte Version die ansonsten wie die anderen gearbeitet ist. Abweichend von den anderen beiden Versionen ist dieser auf dem Handrücken mit Stoff gepolstert und mit Kettenrüstung besetzt. Er diente dazu den Bogen zu greifen, was normalerweise ohne Handschuh geschah.
Bei beiden Versionen ist an dem Daumen eine Verstärkung am Daumen angebracht, die dazu dient einen Bogenspannring (engl. Archers Ring) zu greifen. Diese Ringe waren zum Bogenspannen im Osten sehr beliebt und werden bis heute benutzt.